# شهرستان هوول (میزوری)
شهرستان هوول، میزوری (به انگلیسی: Howell County, Missouri) یک شهرستان در ایالات متحده آمریکا است که در میزوری واقع شده‌است.